# Atractylocarpus nanus
Atractylocarpus nanus là một loài rêu trong họ Dicranaceae. Loài này được R.S. Williams mô tả khoa học đầu tiên năm 1928.